# Apertura de peón de rey

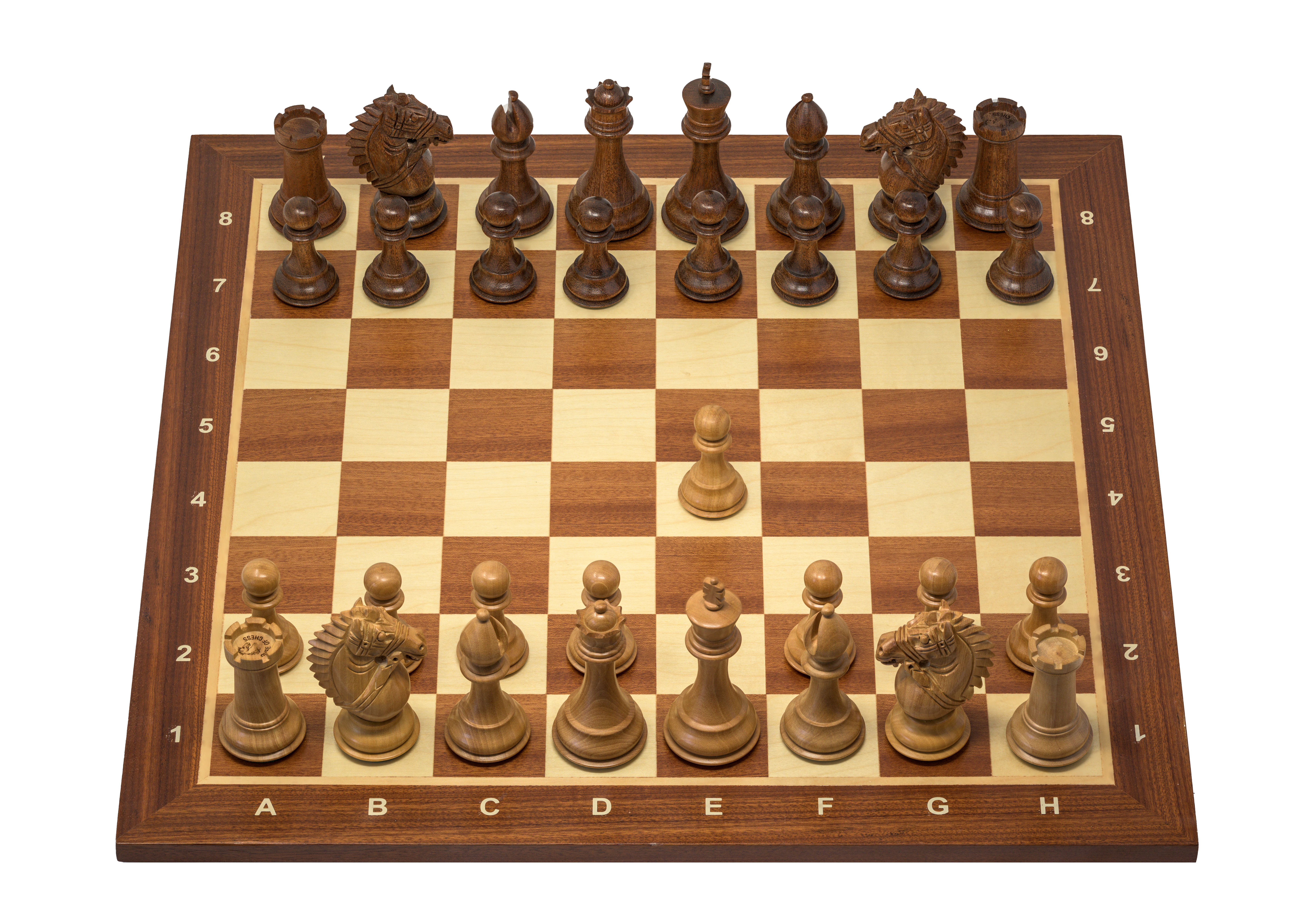
Apertura peón de rey. Posición principal

Con el nombre de Apertura peón de rey (ECO B00) se engloban todas aquellas variantes que no entran en las líneas principales de apertura y defensa. Son líneas que al no entrar en las principales aperturas semiabiertas ni abiertas no pueden transponer a otras líneas más activas. En general, con un juego lógico no se obtiene ventaja. El jugador de nivel que entra en estos esquema es un jugador de ataque que se sabe muy superior a su rival y le hará la vida imposible más adelante. De momento le regala un tiempo. Lo mejor es no ponerse nervioso y jugar con lógica. El negro debe tener presente que le atacará con los principios de la Escuela hipermoderna de ajedrez, es decir, atacando el centro desde los flancos, así que debe preocuparse por sostener bien el centro. Es posible encontrarse en esquemas como estos cuando se juegan partidas relámpago.
1.e4
1.e4 b6
1.e4 b6 2.d4 Aa6
1.e4 f5
1.e4 f6
1.e4 f6 2.d4 Rf7
1.e4 a5
1.e4 Ca6
1.e4 Ch6 2.d4 g6 3.c4 f6
1.e4 h6
1.e4 g5
1.e4 a6

## Variantes con 1.... e5
Estas son apertura abiertas (ECO C20)
|       |       |       |       |       |       |       |       |       |  |
|       | a8 rd | b8 nd | c8 bd | d8 qd | e8 kd | f8 bd | g8 nd | h8 rd |  |
| a7 pd | b7 pd | c7 pd | d7 pd | e7    | f7 pd | g7 pd | h7 pd |       |  |
| a6    | b6    | c6    | d6    | e6    | f6    | g6    | h6    |       |  |
| a5    | b5    | c5    | d5    | e5 pd | f5    | g5    | h5    |       |  |
| a4    | b4    | c4    | d4    | e4 pl | f4    | g4    | h4    |       |  |
| a3    | b3    | c3    | d3    | e3    | f3    | g3    | h3    |       |  |
| a2 pl | b2 pl | c2 pl | d2 pl | e2    | f2 pl | g2 pl | h2 pl |       |  |
| a1 rl | b1 nl | c1 bl | d1 ql | e1 kl | f1 bl | g1 nl | h1 rl |       |  |
|       |       |       |       |       |       |       |       |       |  |

1.e4 e5
1.e4 e5 2.d3
1.e4 e5 2.a3
1.e4 e5 2.f3
1.e4 e5 2.Dh5
1.e4 e5 2.Df3
1.e4 e5 2.c3